# مالكولم تان
مالكولم تان (بالإنجليزية: Malcolm Tann)‏ مواليد 20 أغسطس 1978 في كارولاينا الشمالية، الولايات المتحدة، هو ملاكم أمريكي يصنف ضمن فئة الوزن الثقيل.

## المسيرة الاحترافية
من نزالاته:
- خسر أمام ألكسندر ديميترينكو بالضربة الفنية القاضية (2007/07/14).

## إحصائيات
خاض خلال مسيرته 27 نزالا، فاز في 23 ولم يتعادل وخسر في 4. فاز بالضربة القاضية في 12 نزالا.

## روابط خارجية
- مالكولم تان على موقع بوكس ريك (الإنجليزية) (registration required)